# Класифікація фітоценозів політетична
Класифікація фітоценозів політетична — групування об'єктів-фітоценозів по великому числу ознак-видів (наприклад, по співвідношенню різних груп екологічних видів). Шлях політетичної класифікації фітоценозів — єдиний вихід зі складностей проблеми  класифікації. На основі політетичності будується класифікація фітоценозів флористична, а також метод дендрограм, «Блок-метод», метод дендриту, метод П. В. Терентьєва, метод Т. Фрея, методи класифікації з пошуком моди.